# Östergötlands runinskrifter 89
Runinskrift Ög 89 är en runsten som nu står vid Högby hembygdsgård i Högby socken och Mjölby kommun, Göstrings härad, Östergötland. 
Stenen som är från vikingatiden stod vid Skrukeby Holagård innan den 1947 flyttades till hembygdsgården.

## Inskriften
Runsvenska: urmar : risti kuml : iftr : eskil * bruthur * sin
Nusvenska: "Ormar reste minnesmärket efter Eskil, sin broder".

## Källa
- Samnordisk runtextdatabas: Ög 89